# Klosterskola

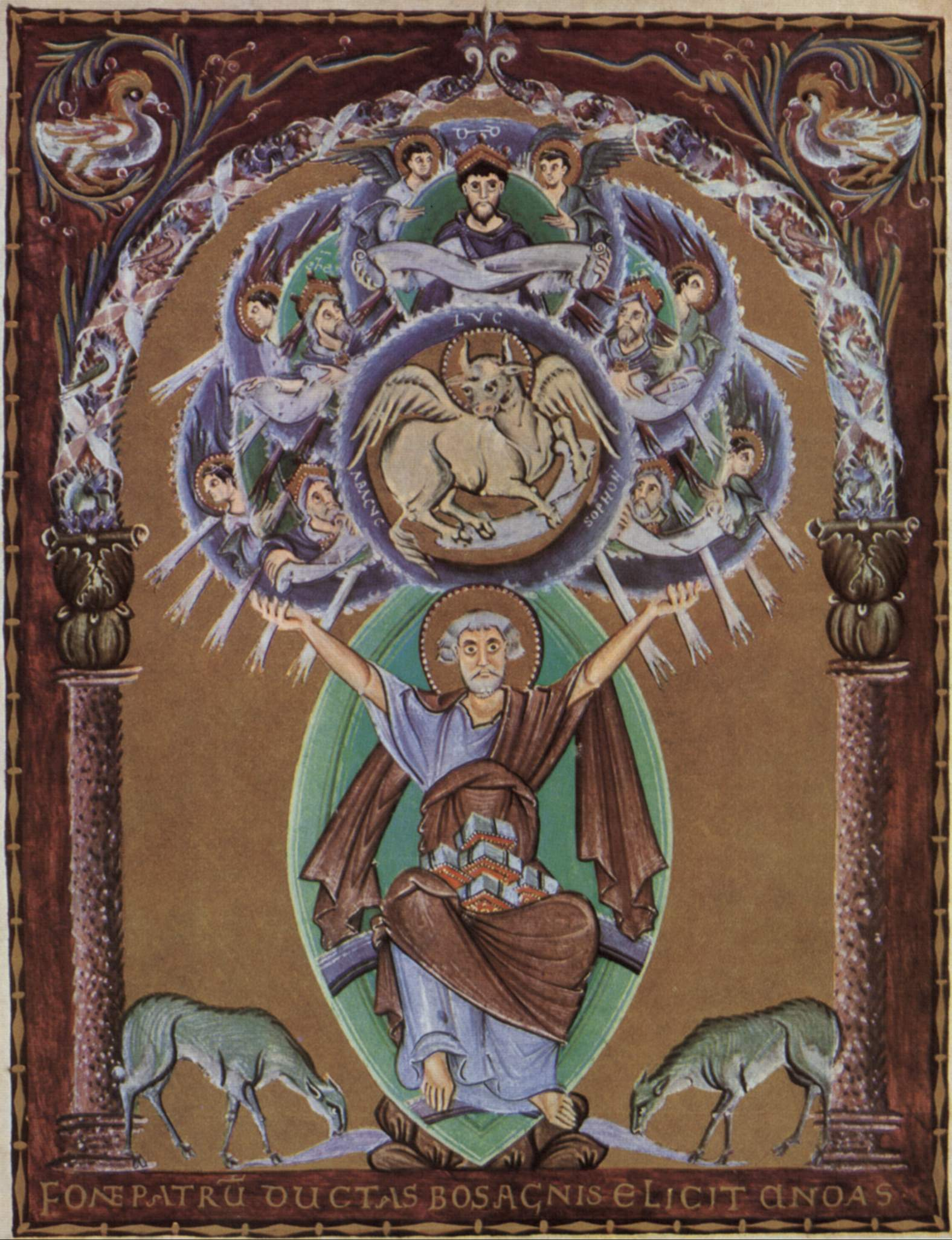
Illumination föreställande evangelisten Lukas, från omkring år 1000, tillverkad vid illuminationsskolan på Klosterön Reichenau.

Klosterskola, scholae monasticae, claustrales, var en medeltida skolform som bedrevs vid de kristna klostren i syfte att tillgodose kommande generationers munkars och nunnors behov av erforderliga kunskaper. Dessa klosterskolor bevarade antikens kultur och lärdomsarv i Europa och blev, vid sidan av katedralskolorna, medeltidens mest betydelsefulla europeiska lärdomscentrum.
Det kristna klosterväsendet uppstod på 300-talet, när Pachomios samlade ett antal eremiter i Egypten och byggde ett gemensamt hem med mur till dem. På tillskyndan av Benedikt av Nursia på 500-talet började munkar i benediktinorden att mångfaldiga, och därigenom bevara, antika handskrifter, vilket under Gregorius den stores pontifikat utvecklades till en utbildningsverksamhet. För att kunna kopiera handskrifterna förutsattes att munkarna kunde läsa och skriva, vilket klostren därför spontant började lära sina noviser, och av estetiska skäl lärdes även illuminationsteknik ut. I synnerhet Irland och de brittiska öarna blev i detta hänseende framstående, och genom Alcuins anställning vid Karl den stores hov spreds skolformen till den frankiska världen. Benediktinerna vinnlade sig också om att sprida praktiska kunskaper om jordbruk till de länder där de slog sig ner, vilket fick stor ekonomisk betydelse för de länder detta gällde.
Klostren mottog sina elever när dessa var sju år. Till en början var det endast blivande munkar och nunnor som studerade vid dessa klosterskolor, men med tiden började rikare familjer betala för att deras barn skulle få undervisning vid klostren. Därmed började klostren förestå internat även utanför klostermurarna. Undervisningen följde den romerska, och utbildning gavs därför i de sju fria konsterna, och därtill i Bibeln. Sedan eleverna tillräckligt övat upp sin latin förbjöds annat språk vid skolorna. Musiken var ett av de ämnen som gavs störst utrymme för att förse kyrkorna med sångare, och musikläraren kallades kantor. Eftersom papper och böcker var dyrt var det nödvändigt att eleverna memorerade kunskaperna, och de tog sällan egna anteckningar. Dominikanordens ordensregler fastslår att varje kloster ska bedriva undervisning; likaså franciskanerna hade klosterskolor. Vid dessa undervisades blivande präster i teologi, och deras anseende var mycket högt under medeltiden.
Klosterskolorna stängdes i de länder där reformationen bröt fram, till skillnad från katedralskolorna som protestanterna övertog driften av. I det katolska utbildningsväsendet är dessa klosterskolor upphovet till de alltjämt fungerande jesuitskolorna, samt andra skolor som drivs av bland andra ursuliner.